# Temporada de furacões no Atlântico de 2023
A temporada de furacões no Atlântico de 2023 foi a quarta temporada de furacões no Atlântico mais ativa já registada, com 20 tempestades nomeadas formadas, empatado com 1933. Entre as tempestades, 7 tornaram-se furacões, com 3 atingindo categoria de furacão maior. A estação também teve uma classificação acima do normal de energia ciclónica acumulada (ECA) de 148, apesar da presença do evento do El Niño de 2023-24, que normalmente resulta em menos atividade, e teve o maior número de tempestades para um ano El Niño já registado, em grande parte devido às temperaturas recorde da superfície do mar em todo o Atlântico. A temporada começou oficialmente em 1º de junho e terminou a 30 de novembro. Estas datas, adotadas por convenção, descrevem historicamente o período em cada ano em que a maior parte da ciclogénese tropical ocorre no Atlântico. No entanto, a formação de ciclones subtropicais ou tropicais é possível em qualquer época do ano, como demonstrado pela formação de uma tempestade subtropical em 16 de janeiro, o início mais precoce de uma temporada de furacões no Atlântico desde o Furacão Alex em janeiro de 2016. Na época, o sistema foi avaliado como não tropical pelo Centro Nacional de furacões (NHC), o que fez com que permanecesse sem nome.
Junho viu pela primeira vez registadas duas tempestades tropicais—Bret e Cindy—no Atlântico tropical (sul 23.5°N, leste de 60°W). O primeiro atingiu a costa de São Vicente. Um período de atividade sem precedentes começou no final de agosto. A tempestade tropical Harold atingiu o sul do Texas em 22 de agosto, e o Furacão Franklin atingiu a República Dominicana como uma tempestade tropical no dia seguinte, com o último atingindo o pico de intensidade como um furacão de categoria 4 de ponta e trazendo ventos com força de tempestade tropical para as Bermudas. Depois de atingir brevemente a força da categoria 4 em 30 de agosto, o Furacão Idalia atingiu a Flórida como um furacão de categoria 3. No início de setembro, o Furacão Lee intensificou-se rapidamente para um furacão de categoria 5 e, mais tarde, fez vários desembarques em terra no Canadá Atlântico como um forte ciclone extratropical. Mais tarde naquele mês, a tempestade tropical Ophelia atingiu a Carolina do Norte. Em outubro, tanto a tempestade tropical Philippe, o ciclone tropical de existência mais longa do Atlântico este ano, e o furacão Tammy atingiram Barbuda. Também naquele mês, a depressão tropical Vinte e Um atingiu a costa da Nicarágua. Com a dissipação de Tammy em 28 de outubro, a temporada terminou efetivamente, já que nenhum ciclone tropical se formou depois disso. Os sistemas desta época produziram coletivamente pelo menos 4,19 mil milhões de dólares em danos e causaram 16 mortes.
Apesar da atividade acima do normal nesta época, o cisalhamento do vento reforçado pelo El Niño impediu que a maioria das tempestades se reforçasse significativamente. Além disso, o evento El Niño enfraqueceu a alta das Bermudas, permitindo que os sistemas se curvassem para o norte ou seguissem trilhas mais orientais para o mar, em vez de serem empurrados para o oeste em direção ao território continental dos Estados Unidos, México ou América Central. Como resultado, apenas alguns sistemas impactaram a terra ou causaram danos significativos nesta temporada, com apenas três atingindo a terra nos EUA. Pela primeira vez desde temporada de 2014, não foram retirados nomes das tempestades pela Organização Meteorológica Mundial (WMO).

## Previsões sazonais
Antes e durante cada temporada de furacões, várias previsões de atividade de furacões são emitidas por serviços meteorológicos nacionais, agências científicas e especialistas em furacões. Isso inclui meteorologistas do Centro de Previsão Climática da Administração Oceânica e Atmosférica Nacional dos Estados Unidos (NOAA), Risco de Tempestade Tropical (TSR), Met Office do Reino Unido (UKMO) e Philip J. Klotzbach, William M. Gray e seus associados na Colorado State University (CSU). As previsões incluem mudanças semanais e mensais em fatores significativos que ajudam a determinar o número de tempestades tropicais, furacões e grandes furacões em um determinado ano. De acordo com a NOAA e a CSU, a temporada média de furacões no Atlântico entre 1991 e 2020 continha cerca de 14 tempestades tropicais, sete furacões, três grandes furacões e um índice de energia ciclônica acumulada (ECA) de 74 a 126 unidades. De um modo geral, ECA é uma medida do poder de uma tempestade tropical ou subtropical multiplicada pelo tempo que existiu. É calculado apenas para avisos completos em sistemas tropicais e subtropicais específicos que atingem ou excedem velocidades de vento de 39 mph (63 km/h). A NOAA normalmente classifica uma temporada como acima da média, média ou abaixo da média com base no índice ECA cumulativo, mas às vezes também é considerado o número de tempestades tropicais, furacões e grandes furacões em uma temporada de furacões.

### Previsões de pré-temporada
Em 6 de dezembro de 2022, a TSR divulgou a primeira previsão antecipada para a temporada de 2023 no Atlântico, prevendo um ano ligeiramente abaixo da média com 13 tempestades nomeadas, 6 furacões e 3 grandes furacões. Sua previsão atualizada em 6 de abril de 2023, previu um número semelhante de furacões e grandes furacões, mas reduziu o número de tempestades nomeadas em um. No dia seguinte, a Universidade do Arizona (UA) divulgou a sua previsão para uma temporada muito movimentada, com 19 tempestades nomeadas, 9 furacões, 5 grandes furacões e um índice ECA de 163 unidades. Em 13 de abril, os pesquisadores da CSU divulgaram a sua previsão de 13 tempestades nomeadas, 6 furacões, 2 grandes furacões e um índice ECA de 100 unidades. Também em 13 de abril, a TWC publicou sua previsão para 2023, prevendo 15 tempestades nomeadas, 7 furacões e 3 grandes furacões. Em 1 de Maio, a Universidade da Pensilvânia (UPenn) divulgou a sua previsão para 12-20 tempestades nomeadas. Em 25 de maio, a NOAA anunciou suas previsões para a temporada de furacões de 2023, com 12 a 17 tempestades nomeadas, 5 a 9 furacões e 1 a 4 grandes furacões, com 40% de chance de uma temporada quase normal e 30% cada para uma temporada acima da média e uma temporada abaixo da média. embora a maioria das organizações tenha manifestado uma confiança crescente no desenvolvimento de um El Niño, que normalmente suprime a actividade do ciclones tropicais no Atlântico, UA, CSU, TWC, UPenn e NOAA observaram que temperaturas oceânicas bem acima da média na bacia Atlântica poderiam produzir uma maior atividade, em particular, se se concretizar um acontecimento mais fraco do El Niño extraterritorial. Enquanto isso, em 26 de maio, o Met Office do Reino Unido divulgou a sua previsão para uma temporada significativamente acima da média, com 20 tempestades nomeadas, 11 furacões, 5 furacões principais e um índice ECA de 222 unidades. A estação poderia ser muito movimentada, apesar do desenvolvimento do El Niño, uma vez que esperava que o cisalhamento vertical do vento fosse mais baixo do que o habitual para os eventos do El Niño, e com temperaturas muito quentes da superfície do mar.

## Resumo sazonal

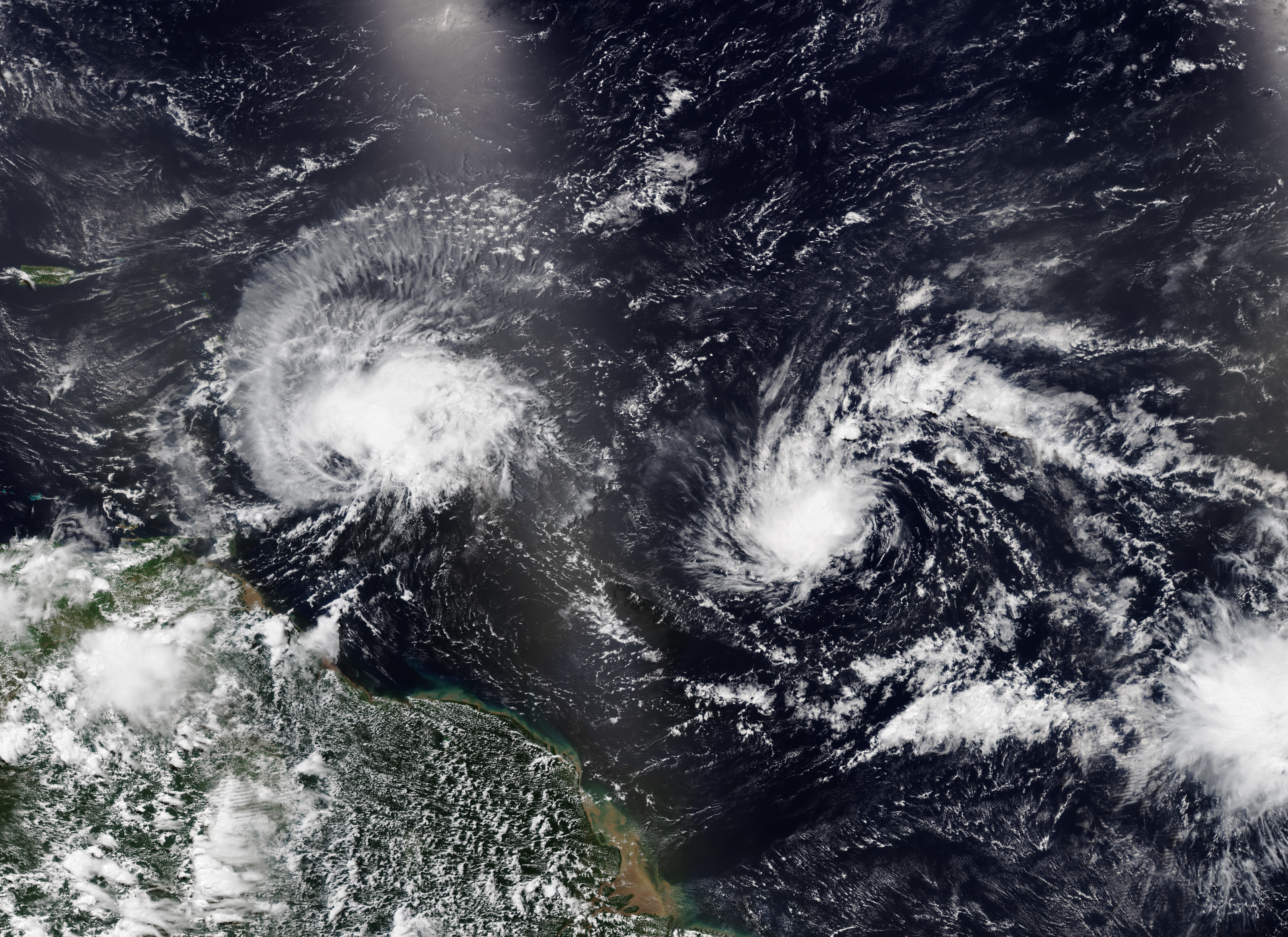
Dois ciclones tropicais simultâneos em 22 de junho, a tempestade tropical Bret (esquerda) e a depressão tropical Quatro (direita), a última das quais mais tarde se tornaria a tempestade tropical Cindy.

Em meados de Janeiro, uma tempestade subtropical sem nome se formou perto do Canadá, que foi revelado após uma reanálise pelo NHC em 11 de maio, causando danos mínimos e dando início à temporada. Em 1 de junho, o dia do início oficial da temporada, a tempestade tropical Arlene desenvolveu-se no Golfo do México perto da Flórida, porém, a tempestade causou danos mínimos. A tempestade tropical Bret formou-se em 19 de junho, a partir de uma onda tropical que saiu da costa da África Ocidental em 19 de junho, evoluindo para uma tempestade tropical mais a leste no Atlântico tropical (42,2 W) do que qualquer tempestade registada tão cedo no ano civil. A sua formação também marcou a primeira vez registada que duas tempestades tropicais se formaram no MDR durante o mês de junho após 2021. Depois de algumas semanas sem atividade, a tempestade subtropical Don formou-se muito a oeste dos Açores em 14 de julho. Uma tempestade de longa duração, mais tarde tornou-se totalmente tropical e fortaleceu-se no primeiro furacão da temporada, uma vez que serpenteava ao redor do oceano longe da terra.
Após um hiato de 26 dias, a atividade da temporada começa a aumentar drasticamente. A depressão tropical Seis, que mais tarde se tornou a tempestade Tropical Gert, formou-se em 19 de agosto na região de desenvolvimento principal, seguida pelas tempestades tropicais Emily e Franklin no dia seguinte. Depressão Tropical nove formado um dia depois disso, 21 de agosto, e tornou-se tempestade tropical Harold. A nomeação de Emily, Franklin, Gert e Harold ocorreu dentro de 39 horas, que é o intervalo mais curto para nomear quatro sistemas. Em 26 de agosto, Franklin tornou-se o segundo furacão e o primeiro furacão maior de categoria 3 da temporada. Mais tarde no mesmo dia, a depressão Tropical Dez formou-se perto da Península de Yucatán antes de se tornar na tempestade tropical Idalia no dia seguinte, horas depois, após serpentear no mesmo lugar como uma depressão tropical, idalia mudou sua trajetória para o norte, ameaçando a Flórida. Um dia depois, Idalia atinge a Flórida como um furacão maior de categoria 4, antes de enfraquecer sobre terra e se dissipar no dia seguinte.

O índice ECA desta temporada a partir das 21:00 UTC de 24 de outubro, calculado pela Universidade Estadual de Colorado usando dados do NHC, é de aproximadamente 140,52 unidades. Este número representa a soma dos quadrados da velocidade máxima sustentada do vento (nós) para todas as tempestades nomeadas, embora sejam pelo menos de intensidade das tempestades tropicais, divididas por 10.000. Portanto, as depressões tropicais não estão incluídas.

## Sistemas

### Tempestade subtropical Sem nome

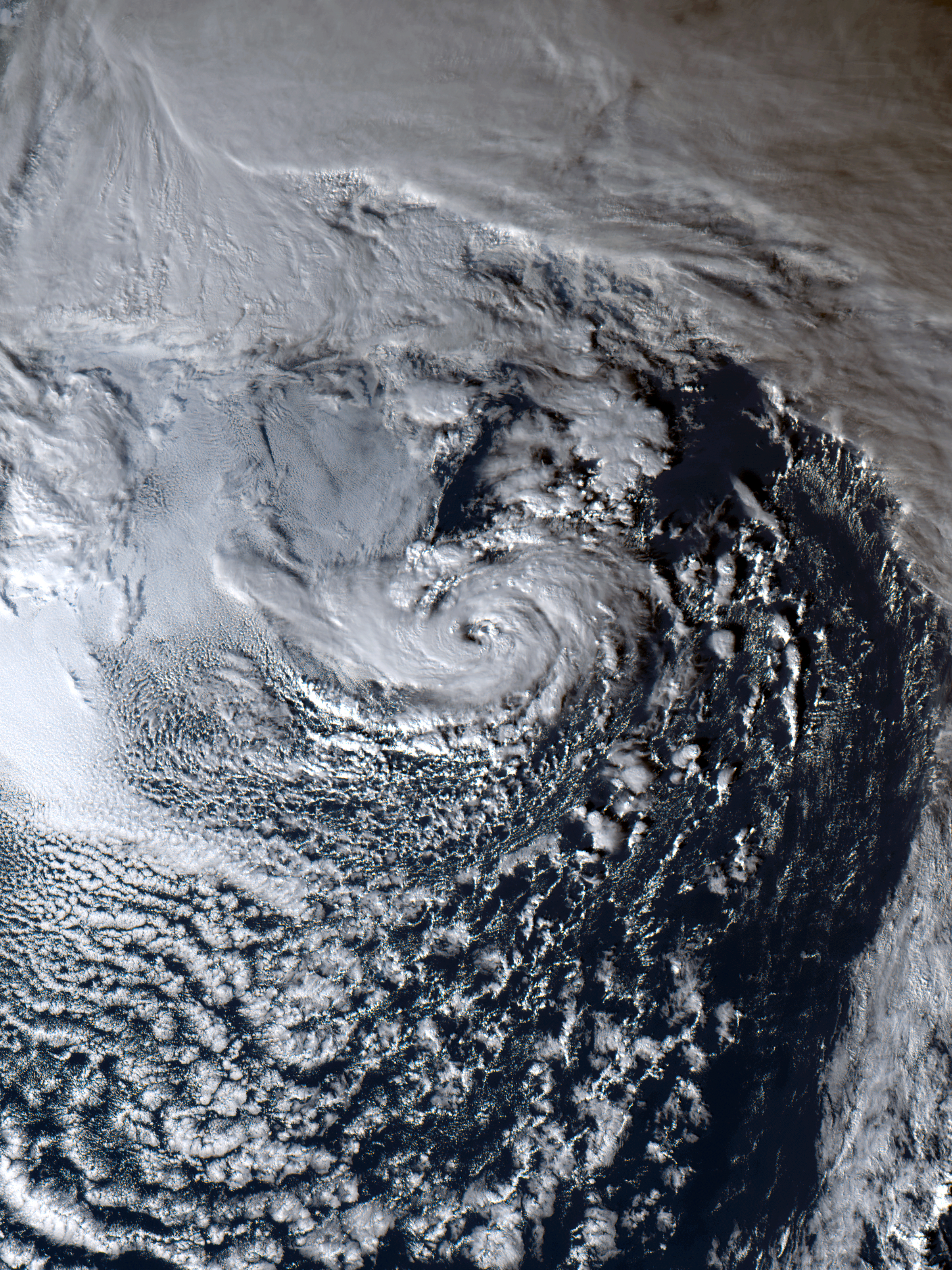
Invest 90L, depois renomeado ID AL012023, sobre o Oceano Atlântico em 16 de janeiro

Em 16 de janeiro, o Centro Nacional de Furacões (NHC) emitiu uma previsão especial de clima tropical sobre uma área de baixa pressão centrada em aproximadamente 480 km (300 mi) ao norte das Bermudas. O NHC notou que a baixa exibia atividade de tempestade perto de seu centro, mas avaliou sua probabilidade de transição para um ciclone tropical ou subtropical como sendo próximo de zero por cento. Essas tempestades podem ter se desenvolvido devido à combinação da posição do ciclone sobre a Corrente do Golfo, onde as temperaturas da superfície do mar estavam em torno de 68–70 °F (20–21 °C) e ar frio no ar, resultando em alta instabilidade atmosférica. Este aglomerado de tempestades estava localizado dentro de um sistema de tempestades mais amplo que trouxe neve para partes da costa da Nova Inglaterra, incluindo quantidades de até 4,5 in (110 mm) em porções de Massachusetts. O distúrbio, designado Invest 90L pelo NHC, trouxe rajadas de vento de mais de 100 km/h (62 mph) para a Ilha Sable na noite de 16 de janeiro, enquanto se movia para o norte em direção ao Estreito de Cabot. Isso levou a Environment Canada a emitir alertas de vento para partes da Nova Escócia e Terra Nova. No dia seguinte, cruzou o extremo leste da Nova Escócia como uma tempestade enfraquecida, antes de se dissipar na costa oeste da Terra Nova no final do mesmo dia. O meteorologista Rick Knabb, ex-diretor do NHC, observou que o sistema pode ter sido um ciclone subtropical.
Não foram notificados danos relacionados com tempestades. Em 11 de maio, após análise pós-tempestade, o NHC determinou que 90L tinha sido uma tempestade subtropical e foi designada como a primeira tempestade da estação.

### Tempestade tropical Arlene
Em 30 de maio, o NHC começou a monitorar uma área de clima perturbado sobre o Golfo do México para possível desenvolvimento tropical. Uma área de baixa pressão se desenvolveu no dia seguinte, e a perturbação foi designada Invest 91L. O sistema se organizou na depressão tropical Dois às 21:00 UTC de 1 de junho, enquanto estava localizado na costa oeste do Sul da Flórida. Caçadores de furacões investigaram a depressão na manhã de 2 de junho, e determinaram que se tinha reforçado na tempestade tropical Arlene. O cisalhamento do vento e a atmosfera seca impediram que o sistema se intensificasse ainda mais à medida que se deslocava para sul através do Golfo do México. Em 3 de junho às 15:00 UTC, Arlene enfraqueceu para uma depressão tropical, e degenerou em uma baixa remanescente logo em seguida.

### Tempestade tropical Bret
Em 15 de junho, o NHC começou a rastrear uma onda tropical prestes a se mover ao largo da costa da África Ocidental. A perturbação tornou-se mais bem organizada devido às temperaturas quentes da superfície do mar e às condições atmosféricas favoráveis. Na manhã de 19 de junho, o sistema organizou-se em depressão tropical Três, e fortaleceu-se na tempestade tropical Bret mais tarde naquele dia, cerca de 2085 km a leste das ilhas de barlavento do Sul. Houve uma intensificação gradual durante os dois dias seguintes, à medida que se dirigia para oeste, em direção às Pequenas Antilhas. Caçadores de furacões investigaram Bret no início de 22 de junho e encontraram ventos sustentados de 110 km/h (70 mph) e uma pressão central de 996 mbar (29,4 inHg). Pouco depois, Bret deslocou-se para uma área de maior cisalhamento vertical do vento, fazendo com que se enfraquecesse gradualmente à medida que atravessava as Pequenas Antilhas. Durante a noite, de 22 a 23 de junho, passou ao norte de Barbados e diretamente sobre São Vincente. Em seguida, durante as primeiras horas de 24 de junho, Bret passou apenas para o norte de Aruba como uma tempestade fraca com apenas convecção mínima ocorrendo perto de seu centro, e abriu em um vale mais tarde naquele dia, perto da Península de Guajira, na Colômbia.
Bret trouxe rajadas de vento e fortes chuvas para as ilhas de Barlavento, com seu centro passando ao norte de Barbados e diretamente sobre São Vicente. Mais de 120 residentes em São Vicente e Granadinas procuraram refúgio em abrigos quando ocorreram evacuações perto da costa. A tempestade danificou ou destruiu várias casas. O Aeroporto Internacional de Hewanorra, em Santa Lúcia, relatou uma rajada de vento de 111 km/h (69 mph) às 05:00 UTC de 23 de junho; um oficial informou que grande parte da rede elétrica da ilha havia sido destruída pela tempestade.

### Tempestade tropical Cindy
Em 18 de junho, o NHC começou a rastrear uma onda tropical que havia se movido recentemente da costa da África Ocidental, que se tornou mais organizado no dia seguinte. Embora o sistema inicialmente tenha lutado para se tornar melhor organizado, estava em um ambiente geral propício ao desenvolvimento, e organizou-se na depressão tropical Quatro na manhã de 22 de junho, enquanto cerca de 2.245 km (1.395 mi) a leste das Pequenas Antilhas. Apesar das condições atmosféricas marginais, a depressão reforçou-se na tempestade tropical Cindy no dia seguinte. Na manhã de 24 de junho, Os ventos sustentados de Cindy se intensificaram para 97 km/h (60 mph). Mas mais tarde naquele dia e continuando no dia seguinte, a tempestade enfraqueceu progressivamente. Depois, às 03:00 UTC de 26 de junho, Cindy degenerou em uma onda tropical a cerca de 604 km (375 mi) ao norte-nordeste das Ilhas de Sotavento do Norte. Mesmo assim, o NHC continuou a monitorizar os remanescentes até ao dia seguinte, devido à existência de um potencial de remodelação.

### Furacão Don
Um vale de baixa pressão formou-se sobre o Atlântico central em 11 de julho, a leste-nordeste das Bermudas. Embora o sistema permanecesse embutido no vale e não tivesse desenvolvido um campo de vento compacto, um centro de circulação bem definido desenvolveu-se juntamente com uma convecção profunda persistente no início de 14 de julho, levando o NHC a classificá-lo como tempestade subtropical Don no início daquela manhã. A convecção profunda de Don diminuiu mais tarde naquele dia, e enfraqueceu para uma depressão subtropical no início de 16 de julho. No dia seguinte, ao iniciar um ciclo anticiclónico sobre o Atlântico central, dirigido por uma crista de bloqueio ao norte, o sistema fez a transição para uma depressão tropical. Pouco tempo depois, Don foi transformado numa tempestade tropical com base em dados de vento por satélite.

### Tempestade tropical Gert
Em 13 de agosto, o Centro Nacional de furacões começou a rastrear uma onda tropical que sai da costa da África, inicialmente dando-lhe uma baixa chance de desenvolvimento nos próximos sete dias. Apesar das condições apenas marginalmente favoráveis, o sistema tornou-se lentamente mais organizado à medida que se movia para oeste-noroeste sobre o oceano aberto, levando o NHC a designá-lo como depressão tropical Seis no final de 19 de agosto. Apesar do elevado cisalhamento vertical do vento e das condições desfavoráveis, o sistema reforçou-se na tempestade Tropical Gert à meia-noite de 21 de agosto. No entanto, o aumento do cisalhamento do vento devido ao escoamento da tempestade tropical próxima Franklin fez com que Gert enfraquecesse posteriormente para uma depressão tropical naquela mesma tarde, antes de perder a sua convecção profunda no dia seguinte e se tornar uma baixa remanescente. No início de 30 de agosto, a NHC começou a monitorizar os remanescentes do Gert para um potencial redesenvolvimento, embora avaliassem o sistema com apenas uma baixa probabilidade de o fazer.

### Tempestade tropical Emily
Em 15 de agosto, uma onda tropical sendo monitorada pelo NHC emergiu da costa da África para o Atlântico Leste. Nos próximos dias, o sistema organizou-se gradualmente em condições geralmente favoráveis. Em 20 de agosto, dados de vento de satélite indicaram que estava produzindo ventos fortes em seu lado norte, e o centro tornou-se bem definido, levando o NHC a designar o sistema como tempestade tropical Emily mais tarde naquele dia. Pouco depois da sua formação, Emily já começava a ser afectada por ventos fortes e um ambiente seco, deixando o seu centro exposto. Eventualmente, Emily tornou-se desprovida de convecção profunda e tornou-se um ciclone pós-tropical em 21 de agosto. No entanto, o NHC continuou a monitorizar o sistema quanto à possibilidade de o mesmo se desenvolver. O sistema mostrou alguns sinais de reorganização à medida que atravessava o Atlântico subtropical em 24 de agosto, mas não conseguiu se organizar mais, e começou a se dissipar mais tarde naquele dia, e foi absorvido por uma área alongada de baixa pressão bem leste-nordeste das Bermudas no final de agosto 25.

### Furacão Franklin
Em 17 de agosto, o NHC observou a possibilidade de formação de uma perturbação na extremidade posterior de um vale de baixa pressão que se dirigia para oeste em direção às ilhas de Sotavento.Em 17 de agosto, o NHC observou pela primeira vez a possibilidade de uma zona de baixa pressão poder formar-se em breve na extremidade posterior de um vale de baixa pressão à medida que se dirigia para oeste em direção às ilhas de Sotavento. A baixa formou-se a 19 de agosto, perto das Ilhas de Barlavento. Pouco depois formou um centro bem definido, após o que o NHC designou o sistema como tempestade tropical Franklin na tarde de 20 de agosto. Enquanto atravessava as Caraíbas Orientais ao longo dos próximos dias, Franklin esforçou-se para se organizar melhor enquanto lutava contra o forte cisalhamento do vento de oeste que empurrava a maior parte da sua convecção a leste do seu centro. No início de 23 de agosto, a tempestade começou a mover-se para noroeste antes de virar para norte, tornando-se um pouco mais bem organizada e a intensificar-se. Franklin então atingiu a costa com ventos máximos sustentados de 80 km/h ao sul de Barahona, República Dominicana, pouco antes das 12:00 UTC daquele dia.
O enfraquecimento ocorreu depois que Franklin atingiu a costa e emergiu no Oceano Atlântico às 21:00 UTC como uma tempestade tropical mínima. Depois de ter lutado com fortes cisalhamento a oeste e interação terrestre durante vários dias, Franklin entrou num ambiente mais favorável para o desenvolvimento a 25 de agosto e intensificou-se rapidamente para um furacão de categoria 1 na manhã seguinte. Uma nova diminuição no cisalhamento do vento, juntamente com menos ar seco, permitiu que Franklin começasse a se intensificar rapidamente, tornando-se o primeiro grande furacão da temporada às 09:00 UTC de 28 de agosto. Franklin começou então a intensificar-se ainda mais rapidamente, tornando-se rapidamente um furacão de categoria 4 algumas horas depois, e, em seguida, atingindo o seu pico de ventos máximos sustentados de 240 km/h. Depois disso, Franklin passou por um ciclo de substituição da parede do olho, fazendo com que começasse a enfraquecer lentamente. Essa tendência continuou após a conclusão do ciclo, uma vez que o cisalhamento do vento proveniente do escoamento do furacão Idalia aumentou ao longo de Franklin e, às 09:00 UTC de 30 de agosto, tinha enfraquecido para a força da categoria 2. Mais tarde naquele dia, Franklin virou para leste-nordeste e passou ao norte das Bermudas. Ao fazê-lo, a estrutura do olho da tempestade começou a deteriorar-se devido ao forte cisalhamento do vento norte.[108] então, em 1 de setembro, Franklin fez a transição para um ciclone extratropical a cerca de 1.270 km a nordeste das Bermudas, com ventos equivalentes à categoria 1 de 85 mph (140 km/h). Em 4 de setembro, a ex‑Franklin estava localizada a norte dos Açores. Naquela tarde, o NHC voltou a monitorizar o sistema, Uma vez que se esperava que em breve se deslocasse para sudeste em direção a águas mais quentes.
Franklin trouxe fortes chuvas e vento, causando danos a edifícios, casas e postes de luz. Foram registadas duas mortes na República Dominicana, com uma outra pessoa também desaparecida. Pelo menos 350 pessoas foram deslocadas e mais de 500 casas e 2.500 estradas foram afectadas ou danificadas. Várias comunidades na República Dominicana foram cortadas, e cerca de 350.000 casas ficaram sem energia, e um adicional de 1,6 milhões de casas foram cortadas de água potável.

### Furacão Idalia
O furacão Idalia foi um poderoso Furacão de categoria 4 que causou danos significativos em partes do sudeste dos Estados Unidos, especialmente no norte da Flórida, durante a temporada de furacões no Atlântico de 2023. A décima tempestade nomeada, terceiro furacão, e segundo grande furacão da temporada de furacões no Atlântico de 2023, Idalia formou-se a partir de uma área de baixa pressão que cruzou a América Central a partir do leste do Oceano Pacífico. Seguiu-se um desenvolvimento gradual à medida que serpenteava na parte ocidental do Mar do Caribe ; o sistema foi atualizado para uma depressão tropical em 26 de agosto de 2023, e fortaleceu-se para uma tempestade tropical um dia depois, recebendo o nome de Idália. Atravessou o Golfo do México, onde sofreu uma rápida intensificação, tornando-se brevemente um furacão de categoria 4 antes de atingir a região de Big Bend, na Flórida, com força de categoria 3 em 30 de agosto. Idalia continuou sendo um furacão enquanto atravessava o norte da Flórida e cruzava o sudeste da Geórgia ; em seguida, atingiu as Carolinas como uma tempestade tropical. Em 31 de agosto, Idalia emergiu no Atlântico, onde fez a transição para um ciclone pós-tropical no mesmo dia. Mais tarde, passou ao sul das Bermudas, fez uma volta no sentido anti-horário e depois serpenteou ao largo da costa da Nova Escócia enquanto descia.

### Furacão Lee
Em 2 de setembro, uma onda tropical emergiu no Atlântico tropical desde a costa oeste da África. Uma área de baixa pressão formou-se desde a onda dois dias mais tarde para o oeste-sudoeste de Cabo Verde. Em 5 de setembro, a baixa tornou-se mais organizada, com o desenvolvimento de múltiplas bandas de baixo nível e a formação de um centro bem definido. Consequentemente, avisos foram iniciados para a depressão tropical Treze às 15:00 UTC nesse dia. No meio de condições favoráveis para intensificação, 6 horas depois a depressão rapidamente se intensificou para se tornar a tempestade tropical Lee. Lee continuou a intensificar e tornou-se melhor organizado, com bandas de convecção a aumentar e um olho a formar-se na tarde seguinte. Pelas 21:00 UTC em 6 de setembro, o sistema ganhou intensidade para um furacão de categoria 1 enquanto localizado longe para o este das ilhas Sotavento Norte. Depois, durante um período de 24 horas que acabaram às 06:00 UTC em 8 de setembro, Lee obteve intensificação explosiva, e chegou à categoria de intensidade 5, com os seus ventos aumentando de 135 km/h (85 mph) para 265 km/h (165 mph) em apenas 6 horas, tornando-o o 3° furacão com uma intensificação mais rápida observada na bacia do Atlântico.
Algumas horas mais tarde, o aumento do cisalhamento do vento sul, fez que o olho de Lee enche-se de nuvens, e a tempestade tornou-se mais assimétrica, o que causou o enfraquecimento de volta para um furacão de topo de categoria 4. O ritmo de enfraquecimento aumentou rapidamente enquanto o dia decorria, e cedo em 9 de setembro, Lee tornou-se um furação de gama baixa de categoria 3. Mais tarde nesse dia, dados dos caçadores de furacões mostraram que Lee estava a sofrer um ciclo de reposição da parede do olho e ainda estava a sofrer adversamente por um cisalhamento moderado vertical; os ventos de pico no nível de voo observado estavam a baixar desde a última missão. De acordo com estes resultado, o furacão foi rebaixado para categoria 2 às 03:00 UTC em 10 de setembro. Depois, enquanto o ciclo de reposição da parede do olho estava a finalizar, o cisalhamento do vento abrandou, que permitiu o novo olho de maior diâmetro a contrair e crescer mais simétrico; como resultado, Lee intensificou-se para intensidade de categoria 3 novamente nesse mesmo dia. O sistema passou por mais dois ciclos de reposição da parede do olho durante o próximo dia e meio, e enquanto causou algumas flutuações no seu tamanho e intensidade, Lee manteve-se como um furacão maior desde ai.

### Tempestade tropical Sean
Em 6 de outubro, um baixa tropical de baixa latitude moveu-se fora da costa da África. A baixa tornou-se melhor organizada em 10 de outubro, e foi designada como depressão tropical Dezanove tarde naquele dia. Na manhã seguinte, a depressão tornou-se a tempestade tropical Sean a cerca de 1.165 km (725 mi) a oeste-sudoeste de Cabo Verde. Sean permaneceu um tempestade com muito cisalhamento até ao dia seguinte, com o seu centro localizado bem a oeste da convecção profunda associada. Durante a noite enfraqueceu para força de depressão, depois o sistema reforçou novamente numa tempestade tropical na manhã de 12 de outubro. Pouca organização adicional ocorreu; na manhã de 14 de outubro, surtos convectivos tornaram-se intermitentes e de pouca duração, a tempestade enfraqueceu mais uma vez para uma depressão tropical. Pouco depois, Sean enfraqueceu devagar, permanecendo por um dia e meio antes de se tornar uma baixa remanescente no final de 15 de outubro.

### Furacão Tammy
Uma onda tropical bem definida entrou no Atlântico a partir da costa oeste de África entre 9 e 10 de outubro. A onda desenvolveu uma baixa pressão em 11 de outubro ao passar pelas ilhas de Cabo Verde, mas o ar seco e o forte cisalhamento do vento fizeram com que lutasse para se organizar ainda mais até 17 de outubro. Por essa época, a convecção persistente se formou, levando gradualmente a perturbação a se organizar na tempestade tropical Tammy no final de 18 de outubro, cerca de 925 km a leste das Pequenas Antilhas. A tempestade se fortaleceu constantemente enquanto se movia para oes-noroeste, tornando-se um furacão no final de 20 de outubro. Tammy então se moveu para noroeste e nor-noroeste pelos próximos dias devido a uma cordilheira de direção sendo forçado para o leste como resultado de um vale saindo da Costa Leste dos Estados Unidos. Durante essa época, o furacão permaneceu muito próximo das Pequenas Antilhas e atingiu Barbuda com ventos de 150 km/h às 01:15 UTC de 22 de outubro. Depois de se afastar das Ilhas de Sotavento naquele dia, Tammy enfraqueceu para um furacão mínimo enquanto lutava contra o cisalhamento do vento.
Depois em 25 de outubro, Tammy começou a se fortalecer enquanto interagia com um vale de nível superior e mais tarde naquele dia atingiu o pico como um furacão de categoria 2 com ventos máximos sustentados de 175 km/h. Pouco depois de Tammy atingir o pico de intensidade, uma frente fria ao norte, uma massa de ar mais seca e um aumento no cisalhamento do vento diminuíram a convecção do ciclone e fizeram com que ele enfraquecesse para uma tempestade tropical no início de 27 de outubro. Embora a tempestade tenha se tornado significativamente assimétrica, manteve um núcleo quente. Tammy então virou para o leste ao longo da periferia norte de uma crista subtropical e brevemente desenvolveu mais convecção, mas degenerou em uma baixa remanescente no final de 28 de outubro, cerca de 755 km a es-nordeste das Bermudas. A baixa remanescente abriu-se para um vale sobre o Atlântico central no final de 31 de outubro.
Barbuda e Antígua sofreram danos mínimos, embora tenham ocorrido apagões em ambas as ilhas. Pelo menos duas famílias em Barbuda tiveram de ser evacuadas. Entre as ilhas de Guadalupe, apenas a província de La Désirade sofreu ventos com força de furacões. Não houve relatos de danos graves causados por tempestades. As quantidades de precipitação nas ilhas de Sotavento situavam-se entre 100 e 200 mm e as alturas da maré de tempestade situavam-se entre 0,30 e 0,91 m. As Bermudas foram afetadas por rajadas de vento de 65 km/h.

### Depressão tropical Vinte e Um
Em 20 de outubro, uma área abrangente de baixa pressão desenvolveu-se sobre o extremo sudoeste do Mar do Caribe. Na tarde de 23 de outubro, enquanto o distúrbio movia-se lentamente para a costa da Nicarágua, a sua circulação de superfície tornou-se melhor definida e atividade forte de trovoadas cresceu mais intensa e organizada, resultando na formação da depressão tropical Vinte e um. Ele rapidamente toucou terra na Nicarágua e dissipou-se no dia seguinte.

## Outros sistemas

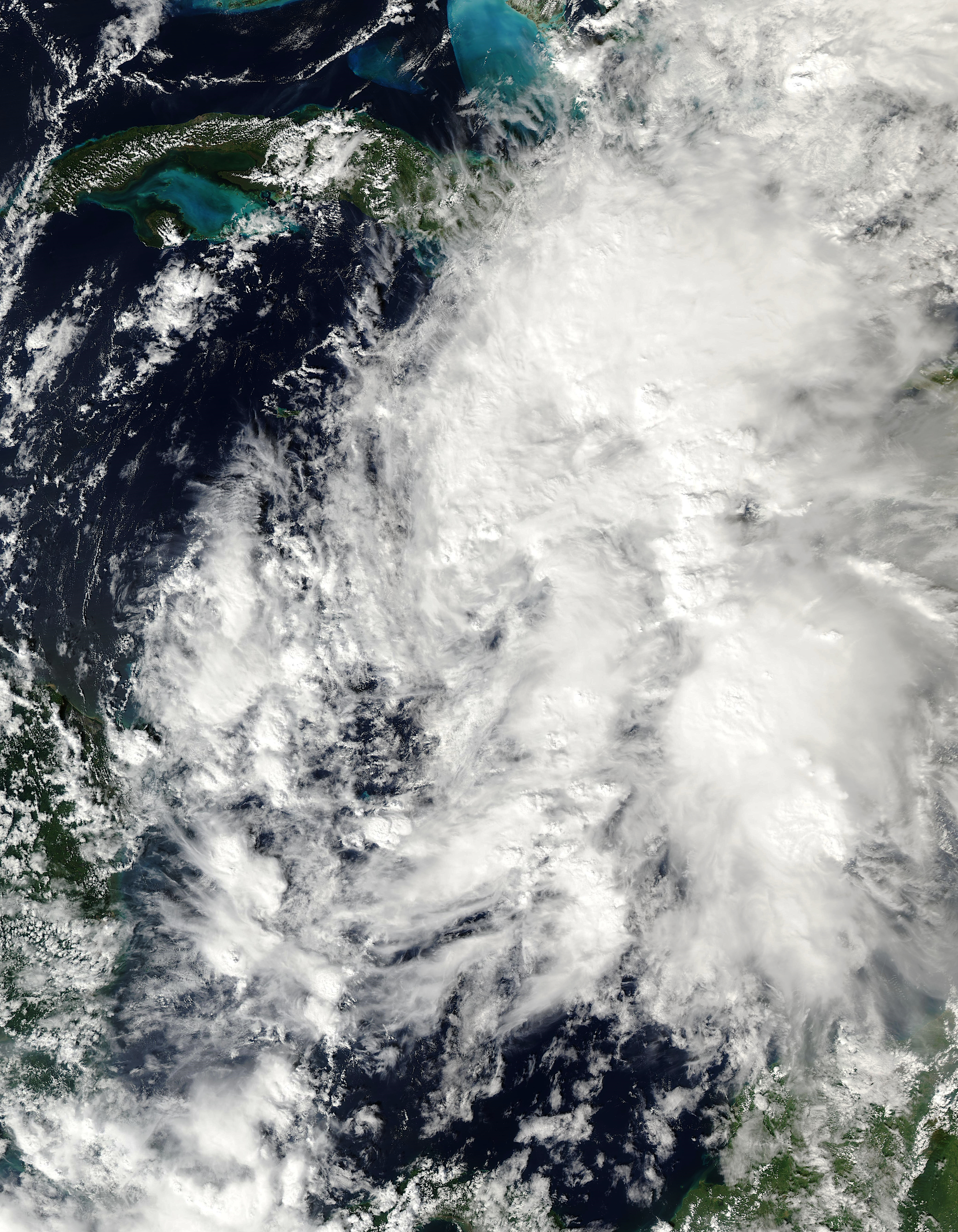
Ciclone potencial Vinte e Dois sobre o Mar do Caribe em 16 de novembro.

Uma ampla área de baixa pressão formou-se sobre o sudoeste do Mar das Caraíbas em 14 de novembro. A perturbação tornou-se mais organizada em 16 de novembro. Imagens de satélite e dados recolhidos durante um voo de caçadores de furacões da reserva da Força Aérea dos EUA mostraram que o sistema tinha uma circulação fechada, mas alongada, mas não havia um centro de baixo nível bem definido. Às 21:00 UTC daquela tarde, o NHC designou o sistema ciclone tropical potencial Vinte e Dois. O sistema não foi capaz de se organizar mais devido ao cisalhamento persistente do vento forte, e só produziu ventos de pico perto da força de vendaval de 45-55 km/h. Às 03:00 UTC de 18 de novembro, o NHC emitiu o seu aviso final sobre o sistema.
Embora a ciclogênese tropical tenha sido sufocada, a perturbação gerou tempestades intensas que se espalharam do Sudeste da América Central por uma ampla faixa das Grandes Antilhas. A perturbação causou chuvas fortees em partes da Jamaica, onde 24 pessoas foram resgatadas e 14.000 quedas de energia ocorreram, no leste de Cuba e no Haiti, onde duas pessoas foram arrastadas pelas águas da enchente e afogadas. também ocorreram fortes chuvas na República Dominicana.

## Nomes de tempestade
A seguinte lista de nomes foi usada para as tempestades nomeadas que se formaram no Atlântico Norte em 2023. Esta foi a mesma lista usada na temporada de 2017, com exceção de Harold, Idalia, Margot e Nigel, que substituíram Harvey, Irma, Maria, e Nate, respectivamente. Cada um dos novos nomes foi utilizado pela primeira vez em 2023. Não houve nomes aposentados por isso os nomes desta lista serão usados novamente na temporada de 2029.
| - Arlene - Bret - Cindy - Don - Emily - Franklin - Gert | - Harold - Idalia - Jose - Katia - Lee - Margot - Nigel | - Ophelia - Philippe - Rina - Sean - Tammy - Vince (sem usar) - Whitney (sem usar) |

## Efeitos sazonais
Esta é uma tabela de todas as tempestades que se formaram na temporada de furacões no Atlântico de 2023. Inclui sua duração, nomes, intensidades, áreas afetadas, danos e totais de mortes. As mortes entre parênteses são adicionais e indiretas (um exemplo de morte indireta seria um acidente de trânsito), mas ainda estavam relacionadas àquela tempestade. Danos e mortes incluem totais enquanto a tempestade era extratropical, uma onda ou uma baixa, e todos os números de danos estão em 2023 USD.
| Escala de Furacões de Saffir-Simpson |    |    |   |   |   |   |   |
| DT                                   | TS | TT | 1 | 2 | 3 | 4 | 5 |

| Unnamed               | 16 de janeiro–17              | Tempestade subtropical | 110 (70)  | 976  | Nova Inglaterra, Províncias atlânticas do Canadá                                        | Nenhum        | Nenhum |                                                         |
| Arlene                | 1 de junho–3                  | Tempestade tropical    | 65 (40)   | 998  | Flórida                                                                                 | Nenhum        | Nenhum |                                                         |
| Bret                  | 19 de junho–24                | Tempestade tropical    | 110 (70)  | 996  | Ilhas de Barlavento, Leeward Antilles, Norte da Venezuela, Noroeste da Colômbia         | Menor         | Nenhum |                                                         |
| Cindy                 | 22 de junho–26                | Tempestade tropical    | 95 (60)   | 1004 | Nenhum                                                                                  | Nenhum        | Nenhum |                                                         |
| Don                   | 14 de julho–24                | Furacão categoria 1    | 120 (75)  | 988  | Nenhum                                                                                  | Nenhum        | Nenhum |                                                         |
| Gert                  | 19 de agosto – 4 de setembro  | Tempestade tropical    | 95 (60)   | 997  | Nenhum                                                                                  | Nenhum        | Nenhum |                                                         |
| Emily                 | 20 de agosto–21               | Tempestade tropical    | 85 (50)   | 1001 | Nenhum                                                                                  | Nenhum        | Nenhum |                                                         |
| Franklin              | 20 de agosto – September 1    | Furacão categoria 4    | 240 (150) | 926  | Hispaniola, Porto Rico, Ilhas Turcas e Caicos, Bermudas                                 | $90 milhão    | 2      | [ 101 ] [ 150 ]                                         |
| Harold                | 21 de agosto–23               | Tempestade tropical    | 85 (50)   | 996  | Texas, Norte México                                                                     | Menor         | Nenhum |                                                         |
| Idalia                | 26 de agosto–31               | Furacão categoria 4    | 215 (130) | 940  | Península de Iucatã, Ilhas Cayman, Oeste de Cuba, Sudoeste dos Estados Unidos, Bermudas | > $2.2 bilhão | 7 (3)  | [ 151 ] [ 152 ] [ 153 ] [ 154 ] [ 155 ] [ 156 ] [ 157 ] |
| Jose                  | 29 de agosto – September 2    | Tempestade tropical    | 95 (60)   | 996  | Nenhum                                                                                  | Nenhum        | Nenhum |                                                         |
| Katia                 | 1 de setembro–4               | Tempestade tropical    | 95 (60)   | 998  | Nenhum                                                                                  | Nenhum        | Nenhum |                                                         |
| Lee                   | 5 de setembro–16              | Furacão categoria 5    | 270 (165) | 926  | Bermudas, Região Nordeste dos Estados Unidos, Províncias atlânticas do Canadá           | Desconhecido  | 3      | [ 158 ] [ 159 ] [ 160 ]                                 |
| Margot                | 7 de setembro–17              | Furacão categoria 1    | 150 (90)  | 970  | Nenhum                                                                                  | Nenhum        | Nenhum |                                                         |
| Nigel                 | 15 de setembro–22             | Furacão categoria 2    | 155 (100) | 971  | Nenhum                                                                                  | Nenhum        | Nenhum |                                                         |
| Ophelia               | 22 de setembro–24             | Tempestade tropical    | 110 (70)  | 981  | Costa Leste dos Estados Unidos                                                          | Menor         | Nenhum |                                                         |
| Philippe              | 23 de setembro – 6 outubro    | Tempestade tropical    | 85 (50)   | 998  | Ilhas de Sotavento, Bermudas, Região Nordeste dos Estados Unidos, Quebec                | Menor         | Nenhum |                                                         |
| Rina                  | 28 de setembro – 2 outubro    | Tempestade tropical    | 85 (50)   | 999  | Nenhum                                                                                  | Nenhum        | Nenhum |                                                         |
| Sean                  | 11 de outubro–16              | Tempestade tropical    | 75 (45)   | 1004 | Nenhum                                                                                  | Nenhum        | Nenhum |                                                         |
| Tammy                 | 18 de outubro–28 de outubro   | Furacão categoria 2    | 175 (110) | 965  | Ilhas de Sotavento, Bermudas                                                            | Desconhecido  | Nenhum | [ 134 ]                                                 |
| Vinte e um            | 23 de outubro–PresentE        | Depressão tropical     | 45 (30)   | 1007 | Nicarágua                                                                               | Desconhecido  | Nenhum |                                                         |
| Agregado da temporada |                               |                        |           |      |                                                                                         |               |        |                                                         |
| 21 sistemas           | 16 de janeiro – 28 de outubro |                        | 270 (165) | 926  |                                                                                         | >$4.19 bilhão | 14 (4) |                                                         |